# Francesca Le
Francesca Le (Los Angeles, Califòrnia, 28 de desembre de 1970) és una actriu porno, directora i productora nord-americana. Francesca va entrar en la indústria del porno l'any 1992 a l'edat de 21 anys. El seu primer treball va ser amb Anabolic Video on va tenir un gran èxit, concretament sent protagonista a The Gangbang Girl 13. Posteriorment va treballar per a diverses companyies, "Miss Li" va ser el seu nom en els vídeos de wrestling eròtic amb Pacific Force. Es va casar amb el també actor porno Mark Wood el 2001, i tots dos van crear la seva pròpia empresa de producció, LeWood Productions, produint títols com Butt Quest i Booty Bandits.

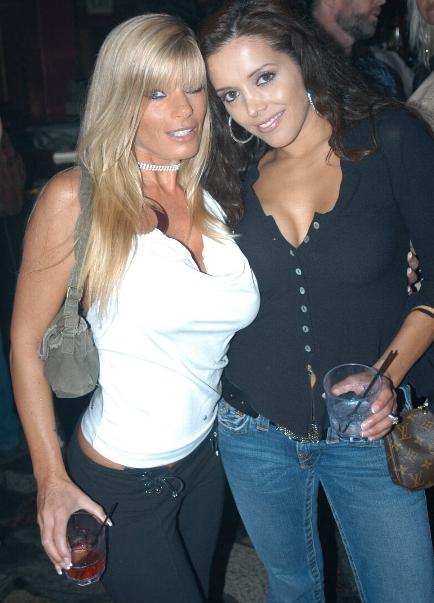
Amb la seva cosina la pornostar Kristal Summers, 2006

Les seves especialitats inclouen sexe anal i facial del seu company/s masculí/ns. Les seves escenes amb la llegenda Peter North a Bare Market i Hard Rider van culminar en dues de les més dramàtiques i voluminoses escenes d'ejaculació facial. També ha produït un gran nombre de vídeos fetitxisme de peus, produccions que destaquen les seves cames i vídeos posteriors de lluita a YouTube, sovint usant les seves cuixes musculars per esprémer els oponents en la submissió.
Va rodar la seva primera doble penetració en la pel·lícula, que també va dirigir, Double Dip 'Er. Ha aparegut en més de 690 pel·lícules com a actriu i n'ha dirigides més de 200.

## Premis i nominacions
- 1994: AVN Award per a Millor Escena de Sexe en Grup (pel·lícula) – New Wave Hookers 3 (amb Crystal Wilder, Tyffany Million, Lacy Rose, Jon Dough, i Rocco Siffredi)
- 2005: AVN Award per a la Millor Escena de Sexe Oral (Video) – Cum Swallowing Whores 2 (Ava, Guy DiSilva, Rod Fontana, Steven French, Scott Lyons, Mario Rossi & Arnold Schwarzenpecker)
- Saló de la Fama de l'AVN
- Saló de la Fama de la XRCO